# Kalimpong
Kalimpong (Nepalees: कालिम्पोङ) is een hill station in de Himalaya in de Indiase deelstaat West-Bengalen. Het ligt op een gemiddelde hoogte van 1.247 meter. De stad heeft het bestuur over de regio Kalimpong en is de hoofdplaats van het district Kalimpong.

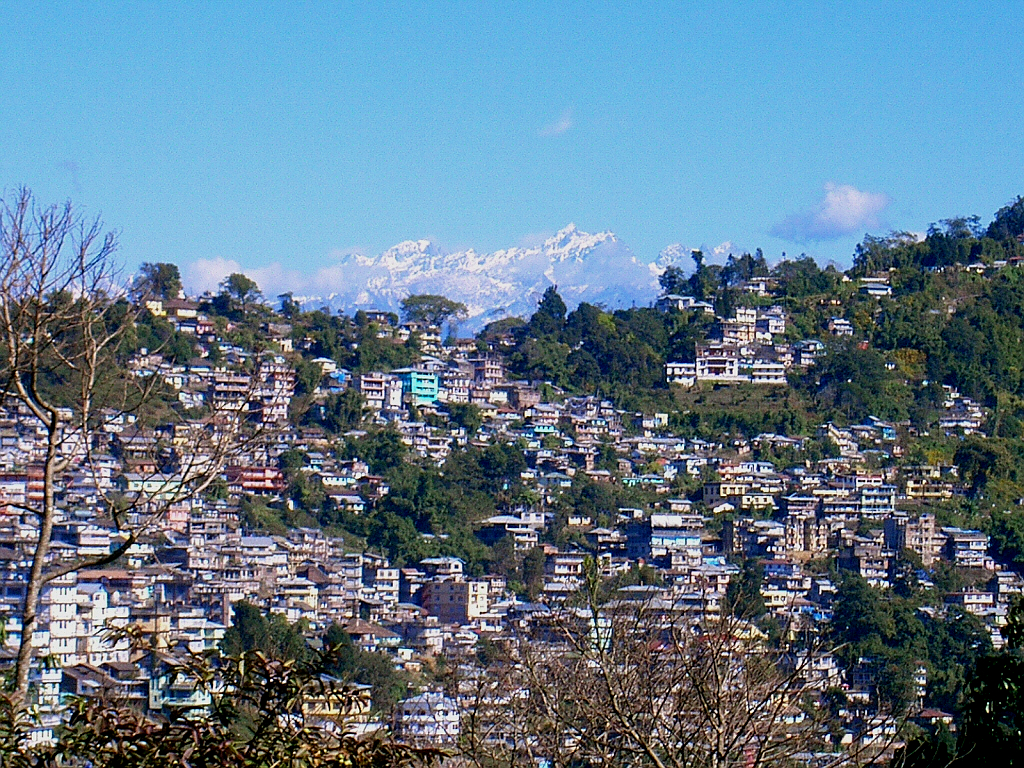
Skyline Kalimpong

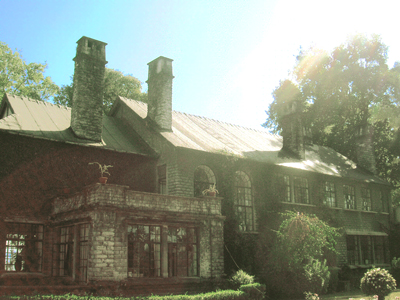
Het Morgan House is een klassiek voorbeeld van de koloniale architectuur in Kalimpong

Kalimpong is bekend om zijn onderwijsinstituten, waarvan er meerdere werden gebouwd in de Brits-Indische koloniale periode. De stad is verder een boeddhistisch centrum.
In de stad wonen vooral mensen met een Nepalese achtergrond. Door de eeuwen heen was het een grensstad waar veel ontdekkingsreizigers naar Tibet zich verzamelden. Bannelingen uit Tibet zelf als Gendün Chöpel vonden onderdak in Kalimpong.

## Economie en toerisme
Samen met de stad Darjeeling (sinds 14 februari 2017 is Kalimpong "losgekoppeld" van Darjeeling, het is nu een zelfstandige plaats) was het altijd een poort voor handel tussen India met Tibet tot de invasie van Tibet (1950-1951) en erna met China tot de Chinees-Indiase Oorlog (1962).
Door zijn ligging met zicht op de rivier Teesta, klimaat en enkele eigen attracties zoals verbouw van orchideeën is het een toeristische bestemming.

## Geschiedenis
Tot het midden van de 19e eeuw werd het gebied rondom Kalimpong bestuurd door de Chögyaldynastie van Sikkim of de druk desi's uit Bhutan.
Onder Sikkimees bestuur was het gebied bekend onder de naam Dalingkot. In 1706 veroverde koning Umdze Peljor van Bhutan het gebied en veranderde hij de naam in Kalimpong. De Britten kregen het gebied in handen na de Anglo-Buthaanse Oorlog in 1864 met de ondertekening van het Akkoord van Sinchula. In 1947 werd India onafhankelijk van het Verenigd Koninkrijk en werd Kalimpong Indiaas.